# توم كينيون
توم كينيون (بالإنجليزية: Thomas Richard Kenyon)‏ هو مستشار سياسي وسياسي أسترالي، ولد في 26 فبراير 1972 في أديلايد في أستراليا. حزبياً، نشط في حزب العمال الأسترالي (فرع جنوب أستراليا) ‏. في 2014 South Australian state election ‏، انتخب عضو مجلس النواب جنوب أستراليا من الجمعية عن دائرة Electoral district of Newland ‏ وقد انضم خلال فترته النيابية ‏ (18 مارس 2006 – 17 مارس 2018)  للكتلة البرلمانية حزب العمال الأسترالي (فرع جنوب أستراليا) ‏.